# Cilandak
Cilandak es un subdistrito (Kecamatan en Indonesia) localizado en la ciudad de Yakarta Meridional, Yakarta, Indonesia.
Este subdistrito es de clase media.

## Kelurahan
- Cipete Selatan, Cilandak con código postal 12410
- Gandaria Selatan, Cilandak con código postal 12420
- Cilandak, Cilandak con código postal 12430
- Lebak Bulus, Cilandak con código postal 12440
- Pondok Labu, Cilandak con código postal 12450

- Datos: Q192987
- Multimedia: Cilandak / Q192987